# 西川町議会
西川町議会（にしかわまちぎかい）は、山形県西村山郡西川町の地方議会である。

## 概要
- 定数：10人
- 任期：4年（議会解散が実施されれば任期満了前であっても議員任期は終了する）
- 前回選挙：2023年（令和4年）4月23日投開票[1]（無投票）

- 選挙区：町全体を1選挙区とする大選挙区制（単記非移譲式）
- 所在地：山形県西村山郡西川町大字海味510番地
- 主な役割：審議、議決、一般質問、同意、町政のチェック、請願や陳情の審査、意見書の提出、充て職、調査研究、行政行事出席等

### 委員会
- 議会運営委員会

#### 常任委員会
- 総務厚生常任委員会
- 産業建設常任委員会
- 広報公聴常任委員会

### 定例会
- 3月、6月、9月、12月

### 事務局
- 議会事務局

## 党派
- 無所属9人
- 日本共産党1人

（2023年7月5日現在）

## 議員報酬等
| 役職   | 報酬            | 政務活動費 |
| ------ | --------------- | ---------- |
| 議長   | 月額 31万0000円 | 無し       |
| 副議長 | 月額 25万0000円 | 無し       |
| 議員   | 月額 23万5000円 | 無し       |

- 別途、年2回期末手当あり。
- 議員年金は2011年（平成23年）6月1日で廃止されている。

## その他
- 2025年（令和7年）西川町議会一般質問の動画がユーチューブで非公開になった問題で、町と町議会は17日、町役場で会見を開いた。菅野大志町長が非公開を指示したとされる指摘について、菅野邦比克（くにひこ）議長は「非公開は私からの依頼」と述べ、山形新聞の取材に対する証言を一転させた。一方、一般質問の質疑の中で、早期退職などに関して不適切とされかねない答弁について、町長は「質問の意図を誤解した」と釈明した。町議会は18日に開く議会運営委員会で、動画の発言を精査する必要性などを話し合う。[3]